# Hermann Goetz
Hermann Gustav Goetz, nemški skladatelj, * 7. december 1840, Königsberg, Prusija (zdaj Kaliningrad, Rusija), † 3. december 1876, Hottingen v bližini Züricha, Švica.

## Delo
Njegovo najpomembnejše delo je opera v štirih dejanjih Ukročena trmoglavka, napisana po Shakespearovi komediji. Krstna predstava je bila 11. oktobra 1874 v Mannheimu, prva slovenska izvedba pa leta 1989 v ljubljanski operi.
Sicer pa je pisal tudi simfonije, klavirske in violinske koncerte, sonate ...